# Thú ăn kiến
Thú ăn kiến là loài thú thuộc bộ Thú thiếu răng chỉ sống trong các khu rừng ở Nam Mĩ. Chúng có bộ lông dài và rậm, lưỡi mảnh, có thể thè ra ngoài để bắt kiến và mồi. Chân trước của chúng có móng lớn để phá ổ kiến mối và để tự vệ.

## Phân loài
Bộ Pilosa
- Phân bộ Vermilingua (Thú ăn kiến)
  - Họ Cyclopedidae
    - Silky Anteater, Cyclopes didactylus

  - Họ Myrmecophagidae
    - Giant Anteater, Myrmecophaga tridactyla
    - Northern Tamandua, Tamandua mexicana
    - Southern Tamandua, Tamandua tetradactyla

## Phân bố
Thú ăn kiến sống tập trung ở Nam Mỹ và Trung Mỹ, quanh các đầm lầy thấp, dọc bờ sông.